# Дільниця Козятин I — Фастів I Південно-Західної залізниці
Дільниця Козятин I — Фастів I — дільниця Південно-Західної залізниці. З'єднує козятинський і фастівський заізничні вузли. Довжина дільниці — 93 км. На дільниці розташовані 5 проміжних станцій і 7 зупинних пунктів. Проходить через територію Вінницької, Житомирської та Київської областей.
Дільниця збудована 1870 року. Дільниця двоколійна.

## Транзитні, роздільні та зупинні пункти на дільниці
| Назва                                       | Тип        | Фото | Відкритий | Відстані до ТП, км | Відстані до ТП, км | Код Експрес-3 | Код ЄМР |
| Назва                                       | Тип        | Фото | Відкритий | Козятин I          | Фастів I           | Код Експрес-3 | Код ЄМР |
| ------------------------------------------- | ---------- | ---- | --------- | ------------------ | ------------------ | ------------- | ------- |
| Козятинська дирекція залізничних перевезень |            |      |           |                    |                    |               |         |
| Козятин I                                   | станція    |      | 2008      | 0                  | 93                 | 2200302       | 342701  |
| Сестринівка                                 | станція    |      | 1940      | 5                  | 88                 | 2200155       | 342720  |
| Вернигородок                                | зуп. пункт |      | 1879      | 11                 | 82                 | 2200316       | 342735  |
| Білосілля                                   | зуп. пункт |      | 1958      | 15                 | 78                 | 2200695       | 342746  |
| Чорнорудка                                  | станція    |      | 1870      | 19                 | 74                 | 2200154       | 342805  |
| Вчорайше                                    | зуп. пункт |      | 1940      | 27                 | 66                 | 2201231       | 342812  |
| Брівки                                      | станція    |      | 1870      | 35                 | 58                 | 2200152       | 342909  |
| Харліївка                                   | зуп. пункт |      | 1940      | 45                 | 48                 | 2200774       | 342913  |
| Попільня                                    | станція    |      | 1870      | 54                 | 39                 | 2200151       | 343102  |
| Саверці                                     | зуп. пункт |      | 1974      | 60                 | 33                 | 2201276       | 343117  |
| Чернявка                                    | зуп. пункт |      | 1932      | 66                 | 27                 | 2201203       | 343121  |
| Кожанка                                     | станція    |      | 1870      | 74                 | 19                 | 2200142       | 343303  |
| Триліси                                     | зуп. пункт |      | 1932      | 82                 | 11                 | 2201181       | 343314  |
| Фастів I                                    | станція    |      | 1870      | 93                 | 0                  | 2200150       | 343507  |

| Назва                                       | Тип        | Фото | Відкритий | Відстані до ТП, км | Відстані до ТП, км | Код Експрес-3 | Код ЄМР |
| Назва                                       | Тип        | Фото | Відкритий | Козятин I          | Фастів I           | Код Експрес-3 | Код ЄМР |
| ------------------------------------------- | ---------- | ---- | --------- | ------------------ | ------------------ | ------------- | ------- |
| Козятинська дирекція залізничних перевезень |            |      |           |                    |                    |               |         |
| Брівки                                      | станція    |      | 1870      | 35                 | 58                 | 2200152       | 342909  |
| Миньківці                                   | зуп. пункт |      | 1932      | 46                 | 69                 | …             | 342928  |
| Андрушівка                                  | станція    |      | 1926      | 57                 | 80                 | 2200153       | 343009  |

| Назва                                       | Тип     | Фото | Відкрита | Відстані до ТП, км | Відстані до ТП, км | Код Експрес-3 | Код ЄМР |
| Назва                                       | Тип     | Фото | Відкрита | Козятин I          | Фастів I           | Код Експрес-3 | Код ЄМР |
| ------------------------------------------- | ------- | ---- | -------- | ------------------ | ------------------ | ------------- | ------- |
| Козятинська дирекція залізничних перевезень |         |      |          |                    |                    |               |         |
| Попільня                                    | станція |      | 1870     | 54                 | 39                 | 2200151       | 343102  |
| Сквира                                      | станція |      | 1915     | 84                 | 69                 | …             | 343206  |

| РП          | Козятин I | Козятин II | Сестр. |
| ----------- | --------- | ---------- | ------ |
| Козятин I   | —         | 8          | 5      |
| Козятин II  | 8         | —          | 5      |
| Сестринівка | 5         | 5          | —      |